# 罗门哈斯
罗门哈斯（英語：Rohm and Haas）是一家总部位于美国宾夕法尼亚州费城的化学工业公司，成立于1909年。其产品主要提供给建筑建材、电子产品、包装、家庭日用品和个人护理产品等。罗门哈斯曾列入财富500强企业，公司在20余个国家拥有超17000位员工。罗门哈斯在2009年被陶氏化学以150亿美元收购。